# Ampithoe alluaudi
Ampithoe alluaudi is een vlokreeftensoort uit de familie van de Ampithoidae. De wetenschappelijke naam van de soort is voor het eerst geldig gepubliceerd in 1901 door Chevreux.